# Emil Ludwig

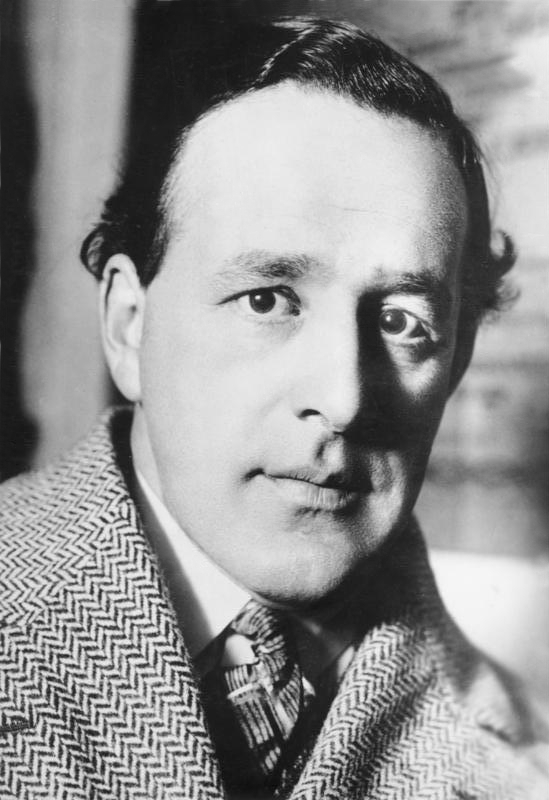
Emil Ludwig

Emil Ludwig (echte naam: Emil Cohn) (Breslau, 25 januari 1881 – Moscia, bij Ascona, Italië, 17 september 1948) was een Duitse schrijver, die bekendstaat om zijn biografieën.
Ludwig studeerde rechten, maar koos voor een loopbaan als schrijver. In eerste instantie schreef hij toneelstukken en novellen, maar werkte hij ook als journalist. In 1906 verhuisde hij naar Zwitserland, maar tijdens de Eerste Wereldoorlog werkte hij als buitenlands correspondent voor het Berliner Tageblatt in Wenen en Istanboel. Hij week vanwege zijn joodse achtergrond uit naar het buitenland. Hij werd Zwitsers staatsburger in 1932; in 1940 emigreerde hij naar de Verenigde Staten.
Aan het einde van de Tweede Wereldoorlog ging hij naar Duitsland als journalist, en het is aan hem te danken dat Goethes en Schillers doodskisten, die verdwenen waren uit Weimar in 1943/44, weer opdoken. Hij keerde na de oorlog terug naar Zwitserland en stierf in 1948, in Moscia, in de buurt van Ascona.
Gedurende de jaren 1920 bereikte hij internationale faam met zijn populaire biografieën die historische feiten en fictie met elkaar verbonden. Zijn biografie over Goethe werd gepubliceerd in 1920, en daarna schreef hij meerdere soortgelijke biografieën, waaronder een over Bismarck (1922-24) en een ander werk over Jezus (1928). Zoals Ludwigs biografieën populair waren buiten Duitsland en op grote schaal werden vertaald, was hij een van de gelukkige emigranten die een inkomen had voor het leven in de Verenigde Staten. Zijn geschriften werden als bijzonder gevaarlijk beschouwd door Joseph Goebbels, die hem in zijn dagboek noemt. 
Behalve Benito Mussolini interviewde Emil Ludwig ook Jozef Stalin in Moskou op 13 december 1931. Een fragment van dit interview is opgenomen in Stalins boek over Lenin.  
Ludwigs uitgebreide interviews met Tomas Masaryk, oprichter en lange tijd president van  Tsjechoslowakije, verscheen in 1936.
De volgende Franse edities van Emil Ludwigs boeken zijn uitgegeven in de periode 1926-1940: Biografieën: Goethe (3 delen), Napoleon, Bismarck, Trois Titans, Lincoln, Le Fils de l'Homme, Le Nil (2 delen).  Politiek werk: Guillaume II, Juillet 1914, Versailles, Hindenburg, Roosevelt, Barbares et Musiciens, La Conquête moraal de l'Allemagne, La Nouvelle Sainte-Alliance. 
Biografieën van Goethe, Napoleon, Bismarck en Wilhelm Hohenzollern zijn ook verschenen in het Engels bij uitgeverij GP Putnam's Sons (New York en Londen). Napoleon is uiteindelijk zijn succesvolste boek geworden.

## Werk van Ludwig in diverse talen
- Abraham Lincoln and the Times that tried his Soul ... 1930
- Am Mittelmeer 1927
- Amours de Homme 1948
- Aus meiner Werkstatt 1931
- Beethoven 1945
- Bismarck The Story of a Fighter 1929
- Bolivar The Life of an Idealist 1950
- Cleopatre Histoire de une Reine 1948
- Der Menschensohn 1928
- Der Mord in Davois 1936
- Der Nil (2 delen) 1938
- Die neue heilige Allianz 1938
- Europeesche Leiders naar het leven getekend 1934
- Freud démasqué 1951
- Fühers Europas nach der Natur gezeichnet 1934
- Genie und Charakter 1924
- Geschenke des Lebens, ein Rückblick 1931
- Gespräche mit Masaryk 1935
- Gespräche mit Mussolini 1932
- Goethe, geschichte eines Menschen 1931
- Guillaume II 1927
- Heinrich Schliemann (Troje) The story of a goldseeker 1950
- Hindenburg und die Sage von der Deutschen Republik 1935
- Juli ’14 1929
- Historie und Dichtung 1929
- Kunst en levenslot 1928
- Kunst und Schicksal 1927
- Le Mediterranée (twee delen) 1943
- Les Allemands 1941
- Mackenzie King 1944
- Michel Angelo 1930
- Misdaad en boete 1946
- Napoleon 1926
- Quartett : ein unzeitgemässer Roman
- Roosevelt Studie über Gluck und Macht 1938
- Stalin 1945
- The Mediterranean: Saga of a Sea
- The Son of man; the story of Jesus
- Three Portraits. Hitler Mussolini Stalin
- Three Titans: Michael Angelo, Rembrandt, Beethoven
- Tom und Sylvester 1928
- Wat het leven geeft 1931
- Wilhelm der Zweite 1928

- Bibsys: 90054026
- Biblioteca Nacional de Chile: 000061471
- Biblioteca Nacional de España: XX1013538
- Bibliothèque nationale de France: cb134986717 (data)
- Catàleg d'autoritats de noms i títols de Catalunya: 981058529318006706
- CiNii: DA04053304
- Gemeinsame Normdatei: 118780778
- Historisch woordenboek van Zwitserland: 028238
- International Standard Name Identifier: 0000 0001 2279 1665
- Library of Congress Control Number: n50047313
- Nationale Bibliotheek van Letland: 000133703
- Bibliotheek van het Japanse parlement: 00448174
- Nationale Bibliotheek van Tsjechië: jn19981001773
- Nationale bibliotheek van Australië: 35315576
- Nationale Bibliotheek van Israël: 987007264717305171
- Nationale Bibliotheek van Polen: a0000001271072
- Nationale en Universitaire bibliotheek Zagreb: 000080070
- Nederlandse Thesaurus van Auteursnamen: 068811446
- Réseau des bibliothèques de Suisse occidentale: 02-A000107377
- Istituto Centrale per il Catalogo Unico: RAVV035517
- LIBRIS: 169388
- SNAC: w6hm58ct
- Système universitaire de documentation: 050498355
- Trove: 908771
- Virtual International Authority File: 44454588
- WorldCat: E39PBJmTvmYg3QWGWpQVgMBkjC